# 3. veljače
3. veljače (3. 2.) 34. je dan godine po gregorijanskom kalendaru.
Do kraja godine ima još 331 dan (332 u prijestupnoj godini).

## Događaji
- 1488. – Portugalac Bartolomeu Dias oplovio je Rt Dobre Nade na jugu Afrike i iskrcao se u zaljevu Mossel.
- 1509. – Bitka kod Diua završava portugalskom pomorskom pobjedom protiv gudžaratsko-egipatsko-osmansko-mletačko-dubrovačkog saveza.
- 1924. – Održana je prva utakmica u Hrvatskoj u hokeju na ledu prema „kanadskim pravilima“, a odigrali su je HAŠK i Zagrebačko klizačko društvo.
- 1959. – U zrakoplovnoj nesreći u blizini mjesta Clear Lake u Iowi poginula tri velikana rock'n'rolla: Buddy Holly, Ritchie Valens i Big Bopper, događaj poznat kao "Dan kad je glazba umrla".
- 1967. – Izvršena posljednja smrtna kazna u Australiji.
- 1972. – Otvorene su prve zimske olimpijske igre u Aziji (Sapporo, Japan).
- 1841. – Osnovano Hrvatsko-slavonsko gospodarsko društvo.
- 1998. – Tragedija u Cavaleseu (Italija) - NATO-ov vojni zrakoplov u niskom letu prekinuo kabele žičare i uzrokovao smrt 20 osoba u jednoj kabini žičare.
- 2009. – Pred Međunarodnim sudom pravde riješen spor oko granice na moru između Rumunjske i Ukrajine.
- 2015. – Međunarodni sud pravde u Haagu odbacio je tužbu Hrvatske protiv Srbije za genocid, kao i protutužbu Srbije protiv Hrvatske.
- 2017. – U Zagrebu je osnovan Veliki orijent Hrvatske

| - 1612. – Samuel Butler, engleski književnik († 1680.) - 1807. – Joseph Eggleston Johnston, američki general († 1891.) - 1809. – Felix Mendelssohn Bartholdy, njemački skladatelj, autor majstorske uvertire San ljetne noći. († 1847.) - 1887. – Georg Trakl, austrijsko pisac († 1914.) - 1889. – Carl Theodor Dreyer, danski redatelj († 1968.) - 1898. – Alvar Aalto, finski arhitekt i urbanist († 1976.) - 1908. – Takashi Nagai, japanski liječnik i književnik († 1951.) - 1909. – Simone Weil, francuska književnica i filozofkinja († 1943.) - 1935. – Johnny Watson, američki glazbenik († 1996.) - 1939. – Michael Cimino, američki filmski redatelj († 2016.) - 1946. – Žarko Potočnjak, hrvatski glumac - 1948. – Henning Mankell, švedski književnik († 2015.) - 1950. – Milo Hrnić, hrvatski pjevač († 2023.) - 1951. – Jadranka Matković, hrvatska glumica - 1955. – Jurica Pađen, hrvatski glazbenik - 1964. – Vinko Brešan, hrvatski filmski redatelj - 1968. – Vlade Divac, srpski košarkaš | - 6. – Ping od Hana, kineski car (* 9. pr. Kr.) - 1014. – Sven I. Rašljobradi, danski kralj (* o. 986.) - 1116. – Koloman, ugarski kralj (* o. 1074.) - 1399. – John Od Gaunta, engleski princ i vojvoda (* 1340.) - 1451. – Murat II., turski sultan (* 1404.) - 1468. – Johannes Gutenberg, njemački izumitelj tiskarskog stroja (* 1397.) - 1862. – Jean-Baptiste Biot, francuski fizičar, astronom i matematičar (* 1774.) - 1924. – Woodrow Wilson, američki predsjednik (* 1856.) - 1927. – Isidor Kršnjavi, hrvatski slikar, kulturni i javni djelatnik (* 1845.) - 1956. – Petar Skok, hrvatski jezikoslovac (* 1881.) - 1959. – Ritchie Valens, američki pjevač (* 1941.) - 1959. – Buddy Holly, američki glazbenik (* 1936.) - 1967. – Joe Meek, engleski glazbenik (* 1929.) - 1975. – William David Coolidge, američki fizičar i kemičar (* 1873.) - 2011. – Maria Schneider, francuska glumica i pjevačica (* 1952.) - 2017. – Dritëro Agolli, albanski književnik i pjesnik (* 1931.) |

## Blagdani i spomendani
- Dan grada Dubrovnika
- Dan sv. Vlaha ili sv. Blaža
- Setsubun (節分) - prvi dan proljeća u Japanu

## Imendani
- Blaž
- Vlaho
- Tripun
- Tripo